# Fortum
Fortum Corporation — финская государственная энергетическая компания. Штаб-квартира находится в городе Эспоо (около Хельсинки). В 2015 году компания завершила продажу своего энергопередающего бизнеса и заявила о том, что планирует сосредоточиться на производстве гидроэнергии, атомной энергии, а также на эксплуатации установок совместного производства тепла и электричества.

## История
Корпорация основана в 1998 году при слиянии нефтяной компании Neste (основана в 1948 году) и электрогенерирующей компании Imatran Voima (1932—1997 годы). В 2005 году нефтяной бизнес Fortum был выделен в отдельную компанию — Neste Oil.

## Собственники и руководство
Контрольный пакет (50,55 % акций) компании принадлежит финскому правительству, ещё около 47 % обращаются на бирже. Капитализация компании на 31 декабря 2014 года — 16 млрд евро. Акции Fortum котируются на фондовой бирже NASDAQ OMX в Хельсинки. Председатель совета директоров компании — Матти Лехти.

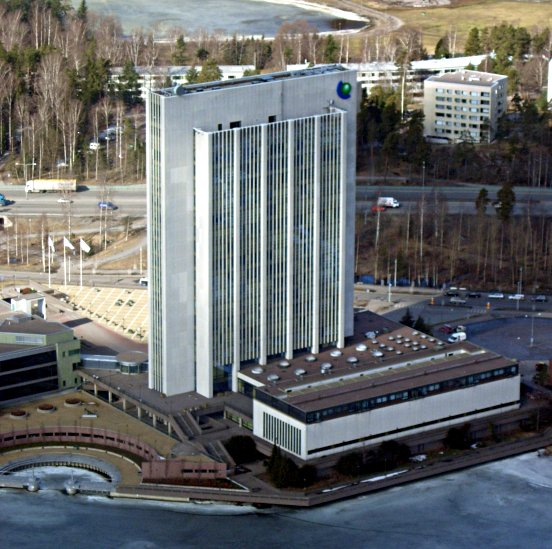
Здание штаб-квартиры Fortum в Эспоо

Президентом и главным исполнительным директором до февраля 2015 года был Тапио Куула; он вышел на пенсию по состоянию здоровья.
2 апреля 2015 года исполнительным директором назначен Пекка Лундмарк (род. 1963); он вступит в должность в сентябре 2015 года. В Fortum он перейдёт с поста главы компании Konecranes, производящей подъёмники и подъёмные краны.

## Деятельность
Деятельность компании сосредоточена в странах Северной Европы, Балтийского региона и в России. Компания занимается генерацией, передачей и продажей конечному потребителю электроэнергии и теплоэнергии. Fortum полностью или частично принадлежат более 500 энергетических предприятий, расположенных в Финляндии, Швеции, Норвегии, Великобритании, Польше, Прибалтике и России. Установленная мощность станций: по электроэнергии — 14 113 МВт, по тепловой энергии — 24 494 МВт.
По состоянию на конец 2014 года в компании работало 8,6 тысяч человек. Выручка компании в 2011 году составила 4,8 млрд евро (в 2013 году — 5,3 млрд евро), операционная прибыль — 3,4 млрд евро (в 2013 году — 1,5 млрд евро).
В марте 2015 года компания Fortum совершила одну из наиболее крупных сделок в истории Финляндии, продав за 6,6 млрд евро принадлежавшую ей электропередающую компанию Fortum Distribution AB, которая занималась передачей электроэнергии в Швеции. Ранее компания продала аналогичные компании, занимавшиеся передачей электроэнергии в Финляндии и Норвегии.
В начале августа 2015 года Fortum согласился принять участие в проекте постройки АЭС Ханхикиви-1. Доля компании в проекте составит 6,5 %.
В сентябре 2017 года компания объявила о намерении купить 47 % акций немецкой энергетической компании Uniper у E.ON за 3,76 млрд евро (22 евро за одну акцию). 8 января 2018 года предложение финской компании было принято, сделку планировали закрыть к середине года. По состоянию на начало октября 2019 года Fortum владел 49,9 % акций компании Uniper; 8 октября было объявлено о том, что Fortum приобрёл мажоритарный пакет акций Uniper, доля владения Fortum составила 70,5 %.

### Fortum в России
По состоянию на сентябрь 2013 года, в России работало 40 % от общего числа сотрудников Fortum; общий объём инвестиций компании в российскую энергетику составлял 4 млрд евро.
В феврале 2008 года Fortum приобрёл долю РАО «ЕЭС России» в Территориальной генерирующей компании № 10. По состоянию на февраль 2008 года, предполагалось, что доля по итогам размещения может составить до 76,47 % компании. Это было подтверждено в апреле 2008 года. К концу 2010 года Fortum довёл свою долю до 94,5 %. В апреле 2009 года ОАО «ТГК-10» было переименовано в ОАО «Фортум», которое позже было зарегистрировано как ПАО «Фортум».
24 сентября 2013 года в Нягани (Ханты-мансийский автономный округ) прошло торжественное открытие Няганской ГРЭС, входящей в состав ПАО «Фортум». На открытии присутствовали президенты России Владимир Путин и Финляндии Саули Нийнистё.
Также Fortum владеет 29,5 % в ПАО «ТГК-1».
В мае 2022 года, на фоне вторжения России на Украину, компания объявила о планах покинуть российский рынок. Из-за усложняющейся операционноный среды и неопределенности в отношении деятельности Fortum в РФ в отчете за IV квартал 2022 г. компания зафиксирует дополнительное обесценение активов в РФ в размере 990 млн евро, в том числе 550 млн евро по российскому сегменту Fortum, 250 млн евро — по доле в ПАО «ТГК-1» и еще 190 млн евро — по другим статья, связанным в основном с ветроактивами. Все активы Фортум в России были переданы под временное управление Росимущества.
В середине июля 2023 года компания Fortum подала иск в международный арбитраж из-за «враждебных действий РФ», которые нарушили права их акционеров.